# Verkasrivier
De Verkasrivier (Zweeds: Verkasjoki) is een rivier die stroomt in de Zweedse gemeente Kiruna. De rivier verzorgt de afwatering van een moeras waarin het meer Verkaslompolo. De rivier stroomt naar het noordoosten weg naar de Laliniorivier. Ze is ongeveer bijna 22 kilometer lang.
Afwatering: Verkasrivier → Lainiorivier → Torne → Botnische Golf